# Brian K. Vaughan
Brian Keller Vaughan (Cleveland, 17 de juliol de 1976) és un autor de còmic i escriptor televisiu estatunidenc, més conegut per la sèrie de còmics Y: The Last Man, Ex Machina, Runaways, Orgull de Bagdad, Saga i Paper Girls.
Vaughan era un escriptor, editor de la història i productor de la sèrie televisiva Lost de la tercera a la cinquena tempodada. Va ser nomenat per un Premi del Singicat de Guionistes d'Amèrica per la Millor Sèrie Dramàtica el 2009 per la seva feina en la quarta temporada de Lost. Els guionistes van ser nomenats pel premi un altre cop el febrer 2010 per la cinquena temporada. Anteriorment també fou showrunner i productor executiu de la sèrie de televisió Under the Dome.
Wired descriu els còmics de Vaughan treballen com a "històries peculiars i aclamades que desperten passions". Erik Malinowski, també de Wired, ha anomenat Vaughan "el més gran visionari dles còmics dels últims cinc anys", comparant-lo a Frank Miller, Alan Moore, Paul Pope, i Steve Niles, i va elogiar la seva aportació a la sèrie de televisió Lost.
Per la seva escriptura, Vaughan ha guanyat 14 Premis Eisner, 14 Premis Harvey, i un Premi Hugo.

## Vida primerenca
Brian K. Vaughan va néixer el 17 de juliol de 1976 a Cleveland, Ohio, els seus pares són Geoffrey i Catherine Vaughan. Va créixer a Rocky River i Westlake. Vaughan i el seu germà gran són fans de l''escriptor Peter David, i segons Vaughan, els comics que llegien d'adolescents foren definits pel seu amor compartit a L'Increïble Hulk de David, Vaughan també cita a Joss Whedon com la raó per la qual va voler ser escriptor, una decisió va prendre mentre assistia a l'institut St Ignatius, on es va graduar el 1994. Llavors va assistir a Universitat de Nova York per estudiar cinemotografia. Mentre hi estudiava va participar en el projecte Stan-hattan de Marvel Comics, una classe per escriptors novicis de còmic.

## Carrera
La primera acreditació de Vaughan fou per Tales From the Age of Apocalypse #2 (desembre 1996) de Marvel Comics. Va escriure per alguns dels personatges més famosos de Marvel, incloent X-Men, Spiderman, i Capità Amèrica. També va escriure per DC Comics amb Batman i Green Lantern, i per Buffy the Vampire Slayer Season Eight de Dark Horse Comics.

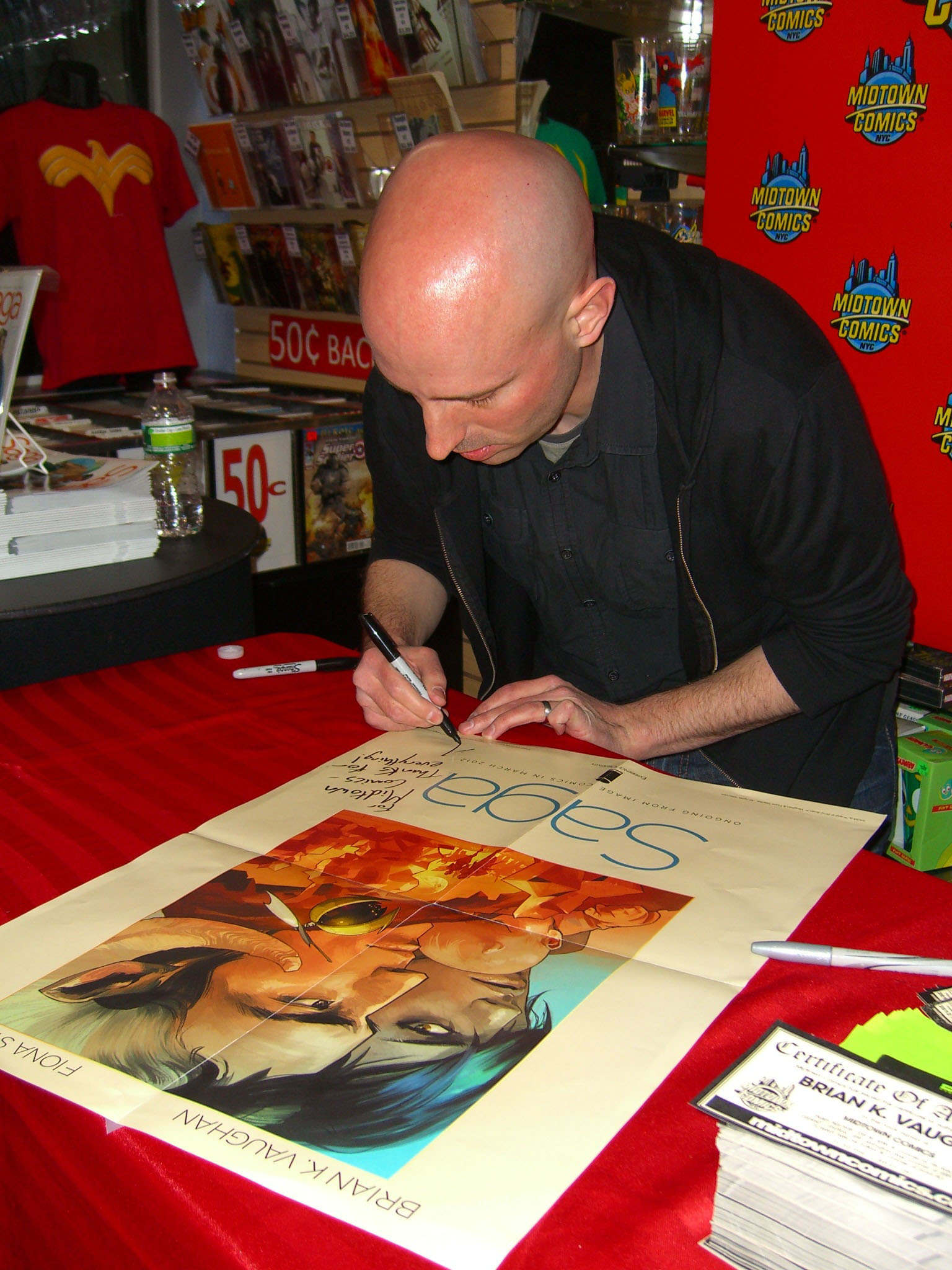
Vaughan signant un cartell de la sea sèrie Saga

De 2002 a 2008 va preferir escriure els seus propis personatges, va escriure la sèrie mensual Y: The Last Man, un sèrie de ciència-ficció post-apocalíptica sobre l'únic home supervivent a l'aparent mort sobtada de tots els mamífers de la Terra. La sèrie va rebre Premis Eisner el 2005 i el 2008, i moltes més nominacions. Els drets per adaptar al cinema la sèrie van ser adquirits per New Line Cinema.
De 2003 a 2007 va escriure Runaways, creada per ell i el dibuixant Adrian Alphona, pel segell Tsunami de Marvel. La sèrie ha estat adaptada com a part de l'Univers Cinematogràfic de Marvel, debutant amb Hulu el 2017. Ell mateix va aportar guions a la seva primera temporada.
El 2006 va publicar la novel·la gràfica Pride of Bagdad, que se centra en un grup de lleons que fugen d'un zoològic iraquià després de l'inici de la Guerra d'Iraq. El llibre va ser elogiat per IGN, que el va anomenar la Millor Novel·la Gràfica Original de 2006, definit-lo com un "clàssic modern", per combinar un conte de supervivència i família amb una potent analogia de la guerra, i elogiant a Vaughan per representar diversos punts de vista a través dels diferents personatges.
De 2004 a 2010 va escriure la sèrie Ex Machina, un thriller polític que descriu la vida de Mitchell Hundred, un antic superheroi conegut com the Great Machine, el qual degut a la seva heroïcitat durant els atemptats de l'11 de setembre de 2001, és elegit alcalde de la ciutat de Nova York. New Line Cinema va adquirir els drets per adaptar-la al cinema el juliol 2005.
Vaughan fou un guionista, editor d'història executiva i productor per les temporades 3 a 5 de la sèrie de televisió de l'ABC Lost.
El novembre de 2011 Steven Spielberg va seleccionar-lo per adaptar la novel·la d'Stephen King Under the Dome a una sèrie televisiva per Showtime. Vaughan era el showrunner i productor executiu de la sèrie. En va sortir abans de l'estrena de la segona temporada el 2014.
El 14 de març de 2012, Image Comics van publicar el primer capítol de la sèrie èpica d'space opera de Vaughan i Fiona Staples, Saga, que es va concebre per a ser un concepte exclusivament relegat a còmic i no per a ser adaptada a altres medis. Tot i que Vaughan era un nen quan va concebre les primeres idees del llibre, inspirat per La Guerra de les Galàxies, no va ser fins que la seva muller va quedar embarassada amb el seu segon nen que va començar a escriure la sèrie, essent la paternitat un tema subjacent de la història La sèrie descriu dos aliens de dues espècies en guerra que proven de sobreviure amb la seva filla nounada. La sèrie ha rebut bones crítiques de diversos mitjans També ha aparegut a la llista de novel·les gràfiques més venudes el New York Times, va guanyar tres Premis Eisner el 2013, va guanyar un Premi Hugo i va ser nomenat per set Premis Harvey.

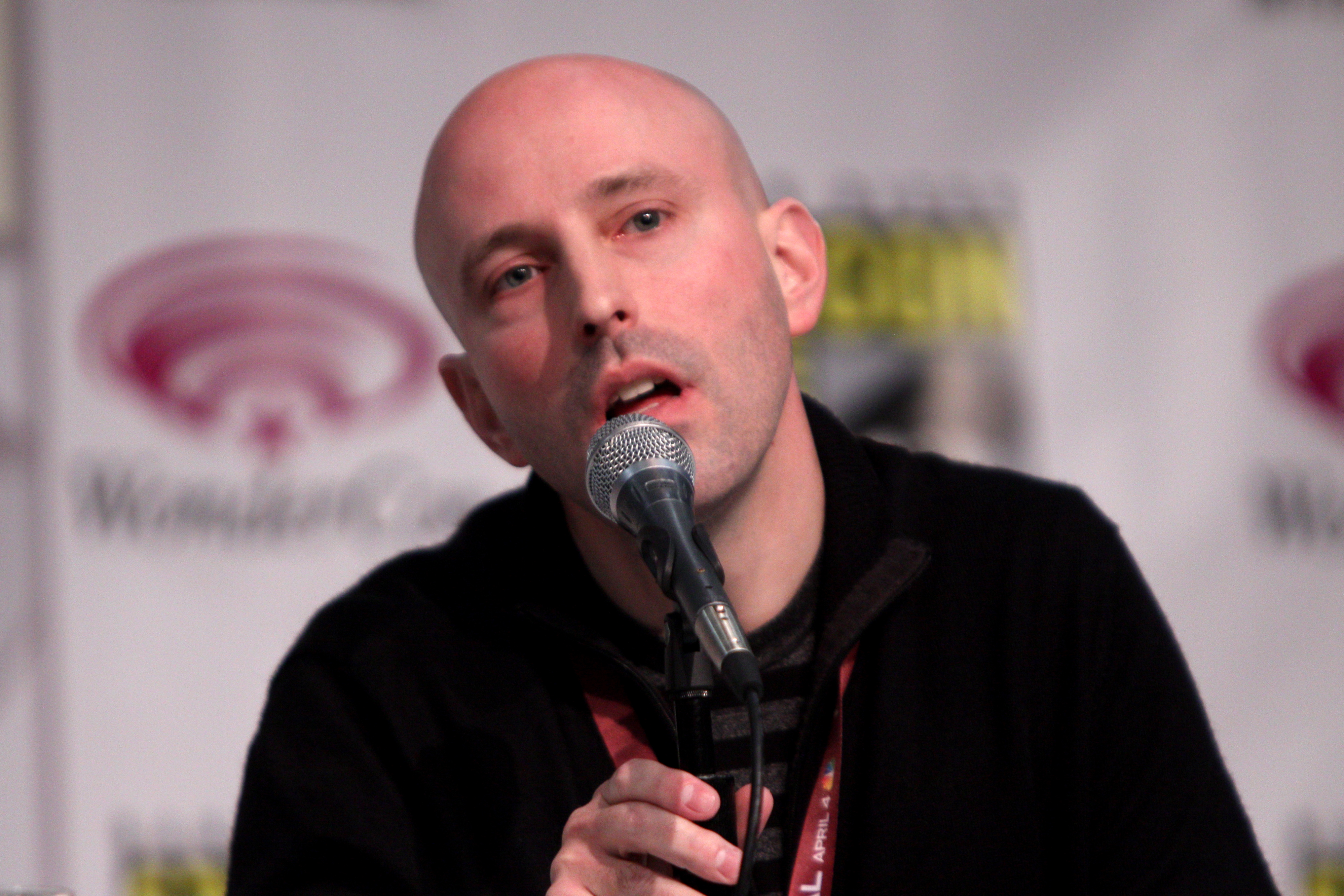
Vaughan parlant en un plafó al 2013 WonderCon.

El març de 2013 va publicar el primer capítol de The Private Eye amb l'artista Marcos Martín a Panel Syndicate, una web que allotja treballs creatius que es poden pagar al preu que es vulgui el consumidor. A Panel Syndicate, Vaughan i Martin va publicar 10 capítols de The Private Eye i també la primera publicació de Barrier a finals de 2015.
A l'Image Expo de gener de 2015, es va anunciar que Vaughan alliberaria dos llibres nous a través d'Image Comics el 2015: Paper Girls amb Cliff Chiang i Matthew Wilson, i We Stand On Guard amb Steve Skroce.